# Abendgymnasium Braunschweig

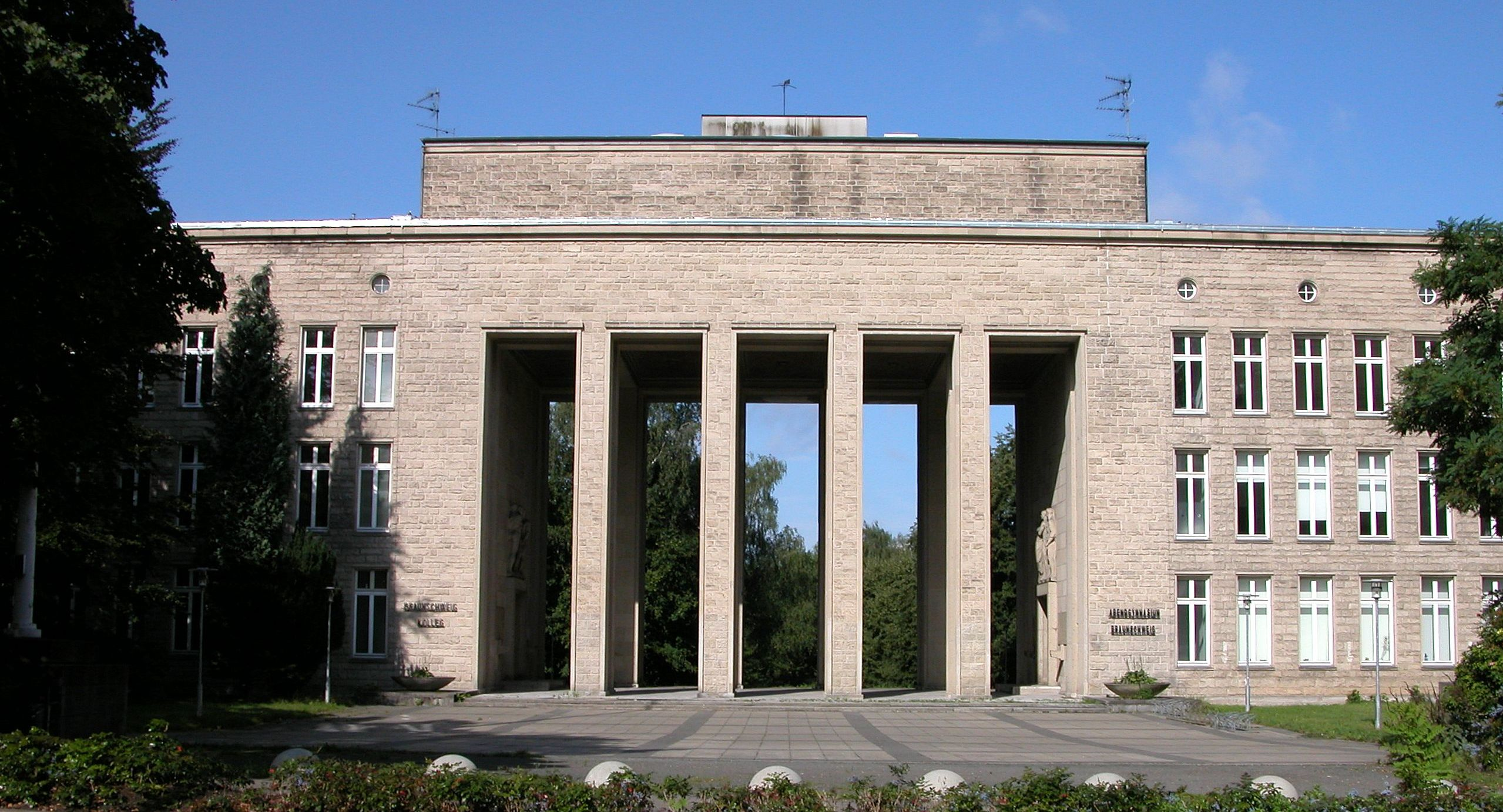
Das Abendgymnasium Braunschweig

Das Abendgymnasium Braunschweig ist als Einrichtung des Landes Niedersachsen ein Institut für Erwachsenenbildung zur Erlangung der allgemeinen Hochschulreife oder der Fachhochschulreife, die die Schüler je nach Voraussetzung in zwei bis dreieinhalb Jahren erreichen können. Der Einzugsbereich, aus dem die Schüler stammen, erstreckt sich über Braunschweig hinaus bis nach Peine, Gifhorn, Wolfsburg, Helmstedt, Wolfenbüttel, Goslar und Salzgitter.

## Geschichte
Das Abendgymnasium wurde 1949 in Braunschweig als Abendoberschule für ehemalige Kriegsteilnehmer an der damaligen Mädchenoberschule (später Gymnasium) Kleine Burg eingerichtet. Mit wachsendem zeitlichem Abstand vom Zweiten Weltkrieg nahm die Teilnehmerzahl natürlich ab, 1953 so rapide, dass man im Hinblick auf den gleichzeitigen Lehrermangel bereits eine Schließung ins Auge fasste. Durch Initiative des damaligen Leiters der Städtischen Oberschule für Mädchen, Herrn Oberstudiendirektor Erich Heckenhausen und mit Unterstützung der Stadt Braunschweig gelang es jedoch die Kurse der Abendoberschule als besonderen Zug der Städtischen Oberschule für Mädchen anzugliedern und damit generell für Berufstätige zu öffnen.
Mit Beginn des Schuljahres 1968/69 wurde dann das „Abendgymnasium Braunschweig“ durch Einrichtung einer Schulleitung mit einem selbstständigen Lehrerkollegium organisatorisch vom Mädchengymnasium Kleine Burg getrennt und 1974 als Schulform im Niedersächsischen Schulgesetz verankert. In den siebziger Jahren sahen große Teile der Schülerschaft und des Kollegiums eine Reform der Oberstufe als Wünschenswert an. Ziel war es, das an Gymnasien damals schon seit einigen Jahren eingeführte Kurssystem bundesweit erstmals für ein Abendgymnasium zu übernehmen. Bis dahin galt es als sehr zweifelhaft, ob eine Organisationsform wie das Kurssystem an so kleinen Schulen, wie es Abendgymnasien im Vergleich zu „normalen“ Gymnasien sind, überhaupt funktionieren kann. Das Abendgymnasium Braunschweig erhielt dann die Genehmigung für ein auf drei Jahre befristetes Pilotprojekt für die „Einführung des Kurssystems am Abendgymnasium Braunschweig“ mit besonderer Prüfungsordnung. Dieses begann im Schuljahr 1979/80 und führte nach erfolgreichem Abschluss zu einer Änderung der Verordnung und einer bundesweiten Einführung des Kurssystems auch an den Abendgymnasien.
Im Jahr 2001 zog das Abendgymnasium in die Räumlichkeiten der ehemaligen Akademie für Jugendführung und teilt sie sich seitdem mit dem Braunschweig-Kolleg. Beide Schulen sind seitdem stark miteinander verknüpft. Es existiert ein gemeinsamer Schulleiter, dem jeweils ein ständiger Vertreter des Schulleiters am Abendgymnasium und Kolleg unterstellt sind. Weiterhin sind viele Lehrer an beiden Schulen tätig und auch zwischen den Schülern gibt es gemeinsame schulische Aktionen.

## Ausbildung
Der Unterricht ist im Gegensatz zur Tagesschule auf die Berufstätigkeit und die besonderen Lernbedingungen des Erwachsenen abgestimmt; er findet abends statt und umfasst ca. 22 Stunden pro Woche.
Das Abendgymnasium umfasst die Schuljahrgänge 11 bis 13 und hat knapp 150 Schüler. Dem Abendgymnasium ist ein Wohnheim mit 45 Wohnplätzen angegliedert, das es sich mit dem Kolleg teilt.
Die Voraussetzungen zum Besuch sind der Haupt- oder Realschulabschluss sowie eine Berufsausbildung oder eine mindestens dreijährige Berufstätigkeit beziehungsweise anerkannte Ersatzzeiten, wobei die Führung eines Familienhaushalts mit mindestens drei Personen der Berufstätigkeit gleichgestellt ist. Weitere Aufnahmebedingung ist ein Mindestalter von 19 Jahren.
Die Ausbildung dieses Zweiten Bildungsweges gliedert sich in eine einjährige Einführungsphase und eine zweijährige Qualifikationsphase. In einem halbjährigen Vorkurs können Interessenten, die keinen Sekundarabschluss I haben, die Zugangsberechtigung für die Einführungsphase erlangen. Anmeldeschluss zur Bewerbung ist jeweils der 15. Januar, Aufnahmetermin der erste Schultag nach den Sommerferien.
Die Ausbildung ist kostenlos, die Lernmittel werden aber nicht mehr vom Land Niedersachsen getragen, da die Lernmittelfreiheit abgeschafft wurde. Die Schüler können elternunabhängig Unterstützung nach dem BAföG beantragen. Zuständig ist das niedersächsische Amt für Ausbildungsförderung.
Seit dem Schuljahr 2017/18 bietet das Abendgymnasium parallel zu regulärem Unterricht eine Unterrichtsvariante mit Online-Angeboten an, um die Vereinbarkeit von Beruf, Familie und Schule zu unterstützen.

## Förderverein
Der Förderverein des Abendgymnasiums Braunschweig e.V. besteht aus ehemaligen Schülern und Lehrern des Abendgymnasiums und unterstützt die Schule bei vielen Aktivitäten.